# Tymczasowy płot graniczny na granicy węgiersko-serbskiej

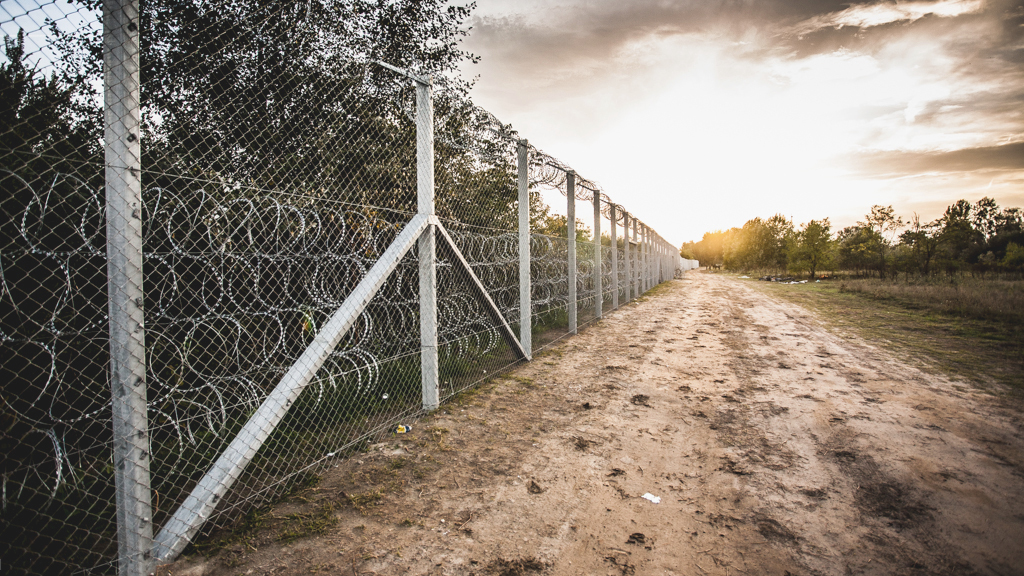
Płot na granicy węgiersko-serbskiej

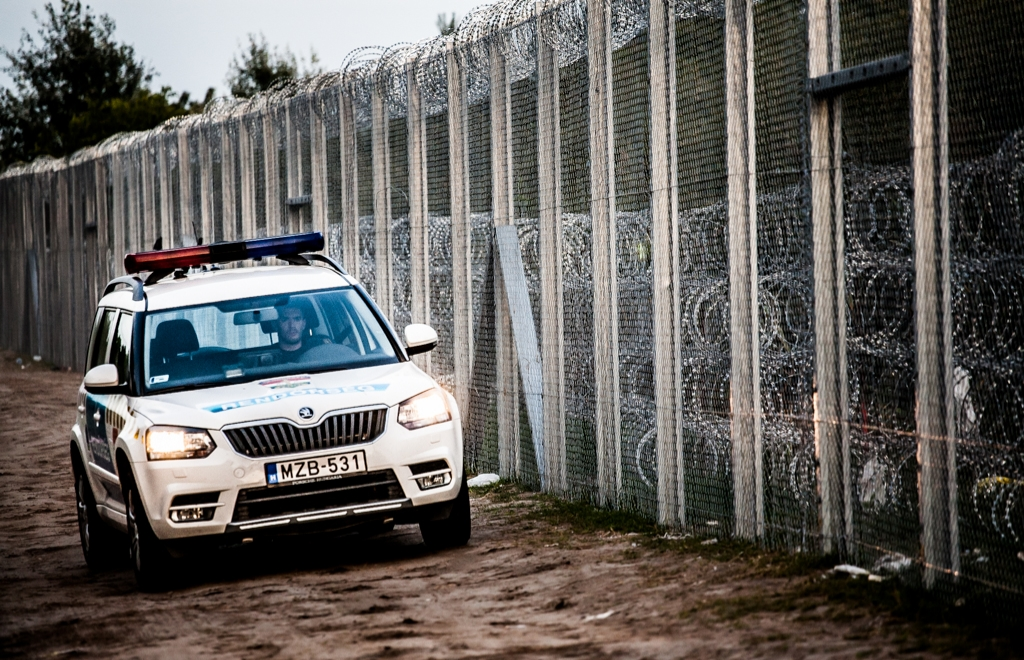
Stalowe słupy z siatką i drutem ostrzowym

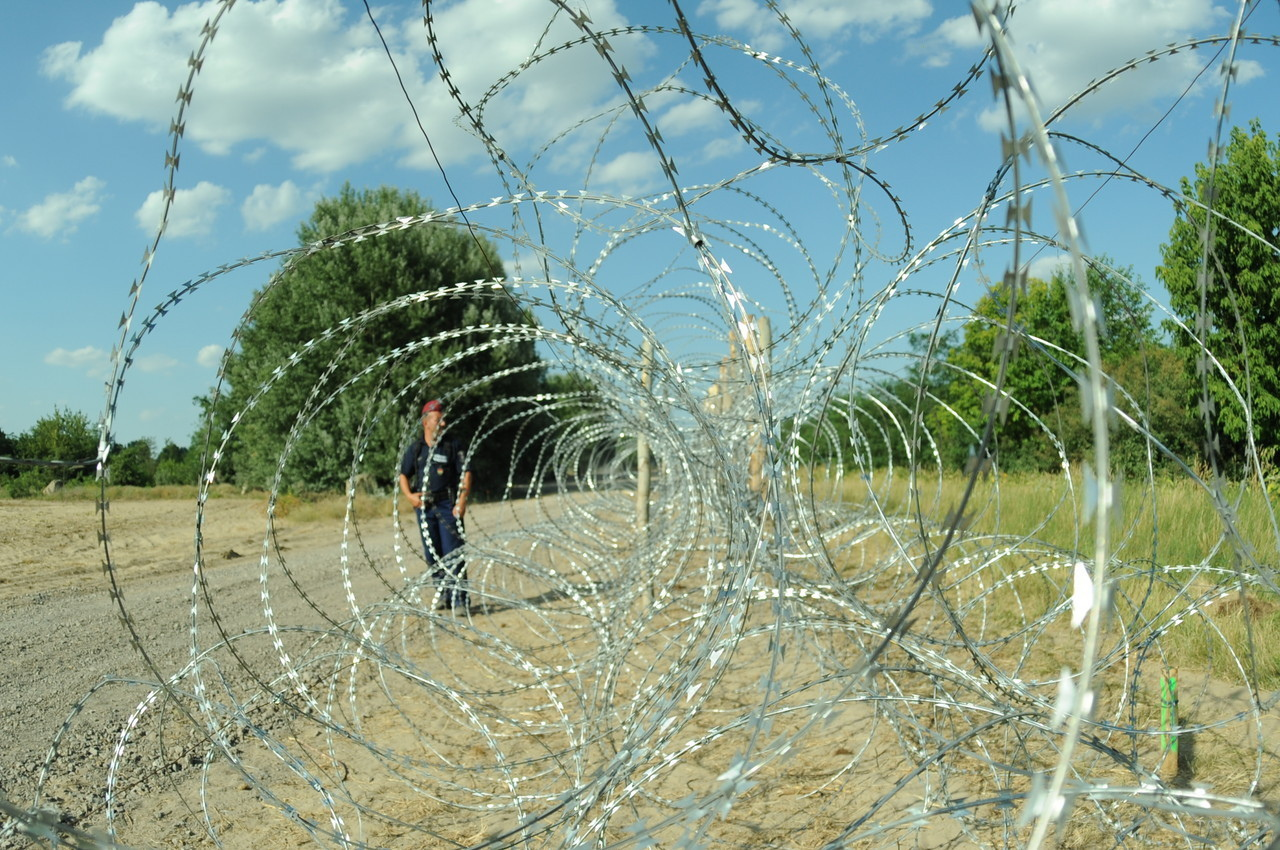
Zwoje drutu ostrzowego ułożone w kształt piramidy

Tymczasowy płot graniczny na granicy węgiersko-serbskiej – wybudowany w 2015 roku w południowej części Węgier na serbskiej granicy, w celu opanowania niezwykle silnego ruchu imigracyjnego. Zaplanowane ogrodzenie o długości 175 km i wysokości 4 m ma zapobiegać nielegalnemu przekraczaniu granicy i zmniejszyć falę dziesiątek tysięcy imigrantów przybywających od strony Bałkanów.

## Przyczyny
W pierwszej połowie 2015 roku znacznie wzrosła ilość imigrantów przybywających na Węgry, należące do strefy Schengen. W 2014 roku zarejestrowano w Biurze Imigracyjnym i Obywatelskim 42 777 wniosków o udzielenie azylu. Liczba ta w pierwszej połowie 2015 r. przekroczyła 57 tysięcy. Do połowy lipca granicę przekroczyło nielegalnie 78 tys. osób, z czego 77 600 przybyło od strony Serbii, znajdującej się poza strefą Schengen.
Rząd węgierski 17 lipca 2015 zdecydował o tym, że podobnie do granicy grecko-tureckiej i bułgarsko-tureckiej, zamknie zieloną granicę na odcinku węgiersko-serbskim. Zgodnie z przyjętą uchwałą rządu nr 1401/2015. (VI. 17.), należy wybudować tymczasowy płot o długości ok. 175 km i wysokości 4 m w celu zabezpieczenia granicy.
Węgierskie Zgromadzenie Narodowe w dniu 6 lipca 2015 roku przyjęło poprawkę ustawy dotyczącej granicy państwowej, zgodnie z którą wprowadza się, licząc od granicy Węgier, 10-metrowej szerokości pas przeznaczony do budowy, montażu i eksploatacji „urządzeń zapewniających ochronę porządku na granicy”. Państwo ma prawo do korzystania ze znajdujących się tam nieruchomości ze względu na interes publiczny, a ich właściciele otrzymają odpowiednie odszkodowanie.

## Budowa ogrodzenia
Budowę pierwszego odcinka płotu w okolicy Mórahalom rozpoczęły 13 lipca 2015 pododdziały węgierskiej armii. 18 lipca ukończono 175-metrowy odcinek próbny, który wykonano przy użyciu czterech różnych technik:
1. czterometrowe stalowe słupki z rozpiętą na nich siatką drucianą, posadowione w betonowych fundamentach, na wysokości 2 m znajdują się poprzeczki usztywniające konstrukcję, na górze i u podstawy płotu rozciągnięty jest drut ostrzowy,
2. wbite na metr w ziemię stalowe słupki ogrodzeniowe z rozpiętą na nich siatką drucianą, na górze i u podstawy drut ostrzowy,
3. słupy z drzewa akacjowego o średnicy 25–35 cm z zamontowaną na nich drucianą siatką, na górze i u dołu drut ostrzowy,
4. zwoje drutu ostrzowego ułożone na trzech poziomach w kształcie piramidy[8][9][10].

Na posiedzeniu z 21 lipca 2015 roku rząd węgierski zdecydował o budowie płotu zgodnie z 2 wersją, oprócz 30-40 km trudno dostępnego odcinka, gdzie będą leżały zwoje drutu ostrzowego. Wzdłuż ogrodzenia umieszczone będą tablice informujące migrantów o położeniu przejść granicznych, a również o tym, że nielegalne przekraczanie granicy jest przestępstwem. Właściciele ok. 980 tys. m² zajętych, prywatnych działek otrzymają opłatę użytkową w wysokości 160-170 forintów za metr kwadratowy.
Wszystkie prace przy budowie ogrodzenia wykona wojsko na 10-12 odcinkach siłą 900 ludzi. Materiały konstrukcyjne zostaną przygotowane przez więźniów będących w gestii węgierskiej Służby Więziennej, a kierownictwem i organizacją budowy zajmie się armia, ale w razie potrzeby Ministerstwo Spraw Wewnętrznych może wspomóc roboty pracownikami sektora publicznego. Rząd węgierski przeznaczył 6,5 mld forintów na materiały i bezpośrednie koszty pracy. Ukończenie prac budowlanych zaplanowano na 30 listopada 2015 roku.

## Odbiór
Wśród partii opozycyjnych jedynie Jobbik popiera postawienie płotu granicznego, pozostałe protestują.
Według badania opinii publicznej przeprowadzonego przez instytut Publicus w dniach 7-9 lipca 2015 roku 34% badanych popiera budowę płotu, a 56% jest przeciwna. Według badania fundacji Századvég Alapítvány przeprowadzonego 21 lipca 2015 roku na tysiącu osób, 97% Węgrów zna plan budowy ogrodzenia, a większość z nich (61%) zgadza się, że w ten sposób próbuje się zmniejszyć imigrację. Planowi przeciwnych jest 27%, a 12% nie wyraziło opinii.